# ويليام أتكينسون جونز
ويليام أتكينسون جونز (بالإنجليزية: William Atkinson Jones) هو محامي وسياسي أمريكي، ولد في 21 مارس 1849 في الولايات المتحدة، وتوفي في 17 أبريل 1918 في واشنطن العاصمة في الولايات المتحدة. حزبياً، نشط في الحزب الديمقراطي. وقد انتخب عضو مجلس نواب الولايات المتحدة عن ولاية فرجينيا وانتخب عضو مجلس النواب الأمريكي.